# Palekastro
Palekastro är en ort i Grekland. Den ligger i prefekturen Nomós Lasithíou och regionen Kreta, i den sydöstra delen av landet, 400 km sydost om huvudstaden Aten. Palekastro ligger 37 meter över havet och antalet invånare är 1 094.
Terrängen runt Palekastro är kuperad åt sydväst, men åt nordost är den platt. Havet är nära Palekastro österut.Närmaste större samhälle är Sitia, 13,4 km väster om Palekastro. 